# Génesis Dávila
Génesis Dávila (4 de abril de 1991) es una activista venezolana. Es fundadora y actualmente presidente de la organización no gubernamental Defiende Venezuela, enfocada en denunciar las violaciones de los derechos humanos en Venezuela ante instancias internacionales.

## Educación
Génesis estudió ciencias jurídicas en la Universidad de Los Andes, graduándose como abogada Empezó su trayectoria en el activismo en la organización en la organización Mujer y Ciudadanía, donde colaboró en la organización de un encuentro de defensores promovido por la Unión Europea. Durante sus estudios colaboró con el Centro de Investigaciones Científicas, Penales y Criminalísticas (CICPC) y posteriormente participó en los Modelos de Naciones Unidas, que le ofreció la oportunidad de realizar una pasantía en la Comisión Interamericana de Derechos Humanos.Génesis se especializó en estudios legales internacionales de la Universidad de Nueva York y también es becaria Fulbright. Ha participado en el programa “Global Competitiveness Leadership” de la Escuela de Negocios de la Universidad de Georgetown.

## Carrera
En 2017 Dávila fundó y ha presidido la organización no gubernamental Defiende Venezuela, cuyo objetivo es presentar casos de violaciones de los derechos humanos en Venezuela ante instancias internacionales. La organización ofrece asistencia jurídica pro bono y lleva casos como aquellos del general Ángel Vivas, el de Carlos Graffe y el de los Polichacao, representando a más de 500 víctimas en organizaciones internacionales. En 2018, Defiende Venezuela tramitó 40 denuncias ante el Sistema Interamericano de Derechos Humanos, en comparación al total de 25 denuncias interpuestas en 2015, antes de la fundación de la organización. Dávila abrió una oficina de la ONG en Caracas en octubre de 2020 junto con otras cuatro jóvenes, con la colaboración de otras personas y recaudación de fondos.
Génesis también ha participado en programas de protección de defensores de derechos humanos en riesgo de las organizaciones Civil Rights Defenders (Suecia) y Justice and Peace (Países Bajos).